# Saint-Martin-en-Campagne
Saint-Martin-en-Campagne foi uma comuna francesa na região administrativa da Normandia, no departamento de Sena Marítimo. Estendia-se por uma área de 6,86 km². Em 2010 a comuna tinha 9 792 habitantes (densidade: 1 427,4 hab./km²).
Em 1 de janeiro de 2019, passou a formar parte da nova comuna de Petit-Caux.